# Isbi-Erra
Isbi-Erra (em sumério: 𒀭𒁲𒁉𒅕𒊏; romaniz.: ddiš-bi-èr-ra; lit. Išbi-erra; fl. 2 017 a.C. - 1 985 a.C.) foi o fundador da dinastia de Isim. Isbi-Erra foi precedido por Ibi-Sim, da terceira dinastia de Ur, na antiga Mesopotâmia Inferior, e depois sucedido por seu filho Su-ilisu. Segundo o Prisma de Weld-Blundell, Isbi-Erra reinou por 33 anos e isso é corroborado pelo número de seus nomes de anos existentes. Embora, em muitos aspectos, essa dinastia emulasse a da anterior, sua língua era acádia, pois a língua suméria havia se tornado moribunda nos últimos estágios da terceira dinastia de Ur.

## Biografia

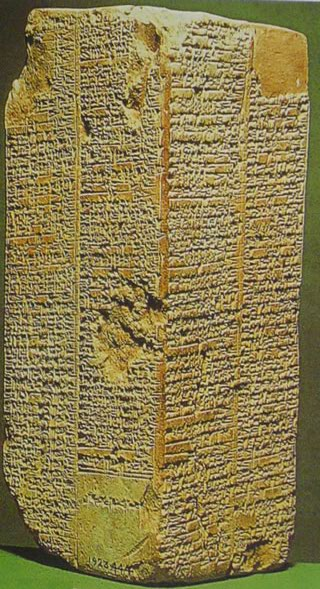
Prisma Weld-Blundell que lista todos os reis dinásticos, incluindo a dinastia de Isim.

No início de sua carreira, Isbi-Erra era um funcionário oficial de Ibi-Sim, o último rei da terceira dinastia de Ur. Isbi-Erra foi descrito como um homem de Mari, que seria seu local de origem ou a cidade para a qual ele foi designado governador. Seu progresso foi testemunhado em correspondência entre Ibi-Sim e o governador da cidade-estado de Cazalu (Puzur-Numusda, posteriormente chamado Puzur-Sulgi). Estas eram cópias, utilizadas para o aprendizado dos escribas e por isso sua autenticidade é desconhecida. Isbi-Erra foi encarregado de adquirir grãos em Isim e Cazalu (Kazallu), reclamou que não podia transportar os 72.000 gures (cerca de 18 toneladas) que comprara por 20 talentos de prata - aparentemente um preço exorbitante - e que agora mantinha-o seguro em Isim das incursões dos Amoritas (“Martu”) e solicitou que o Ibi-Sim fornecesse 600 barcos para transportá-lo, além de solicitar o governo de Isim e Nipur. Como Ibi-Sim se recusado a promovê-lo, Isbi-Erra aparentemente iniciou seu governo sobre Isim no 8º ano do reinado de Ibi-Sim, quando começou a atribuir seus próprios nomes de anos e, posteriormente o relacionamento deles estremeceu.
A partir desse momento Ibi-Sim passa a criticar severamente Isbi-Erra alegando que ele "não tinha origem suméria" em outra carta a Puzur-Sulgi e opinou: 
| “         | "Enlil levantaria os amorreus de suas terras e eles atacariam os elamitas e capturariam Isbi-Erra.” | ” |
| — Ibi-Sim | |   |

Curiosamente, Puzur-Sulgi parece ter sido originalmente quem cuidada da diplomacia de Isbi-Erra indicando até que ponto iam as lealdades durante os últimos anos do regime da terceira dinastia de Ur. Embora não ocorresse um conflito definitivo, Isbi-Erra continuava a estender sua influência, pois a de Ibi-Sim declinava constantemente pelos próximos 12 anos, até que Ur foi finalmente conquistado por Quindatu de Elão.
Isbi-Erra conquistou vitórias decisivas contra os amoritas no 8º ano de seu reinado e contra os elamitas no 16º ano. Alguns anos depois, Isbi-Erra expulsou a guarnição elamita de Ur, assumindo assim a soberania sobre a Suméria e Acádia, celebrada no 27º ano de seu reinado, embora esse epíteto específico não tenha sido usado por essa dinastia até o reinado de Idindagã. Ele adotou prontamente os privilégios reais do antigo regime, encomendando poesia e hinos de louvor às divindades, das quais sete ainda existem, e proclamando-se Dingir-calamana, "um deus em seu próprio país". Ele nomeou sua filha, Embarazi, para suceder a filha de Ibi-Sim como sacerdotisa egípcia de An, comemorada em seu 22º ano. Ele fundou fortalezas e instalou muralhas da cidade, mas apenas uma inscrição real existe.